# Sphaeralcea purpurata
Sphaeralcea purpurata là một loài thực vật có hoa trong họ Cẩm quỳ. Loài này được Krap. miêu tả khoa học đầu tiên.